# Slobkous

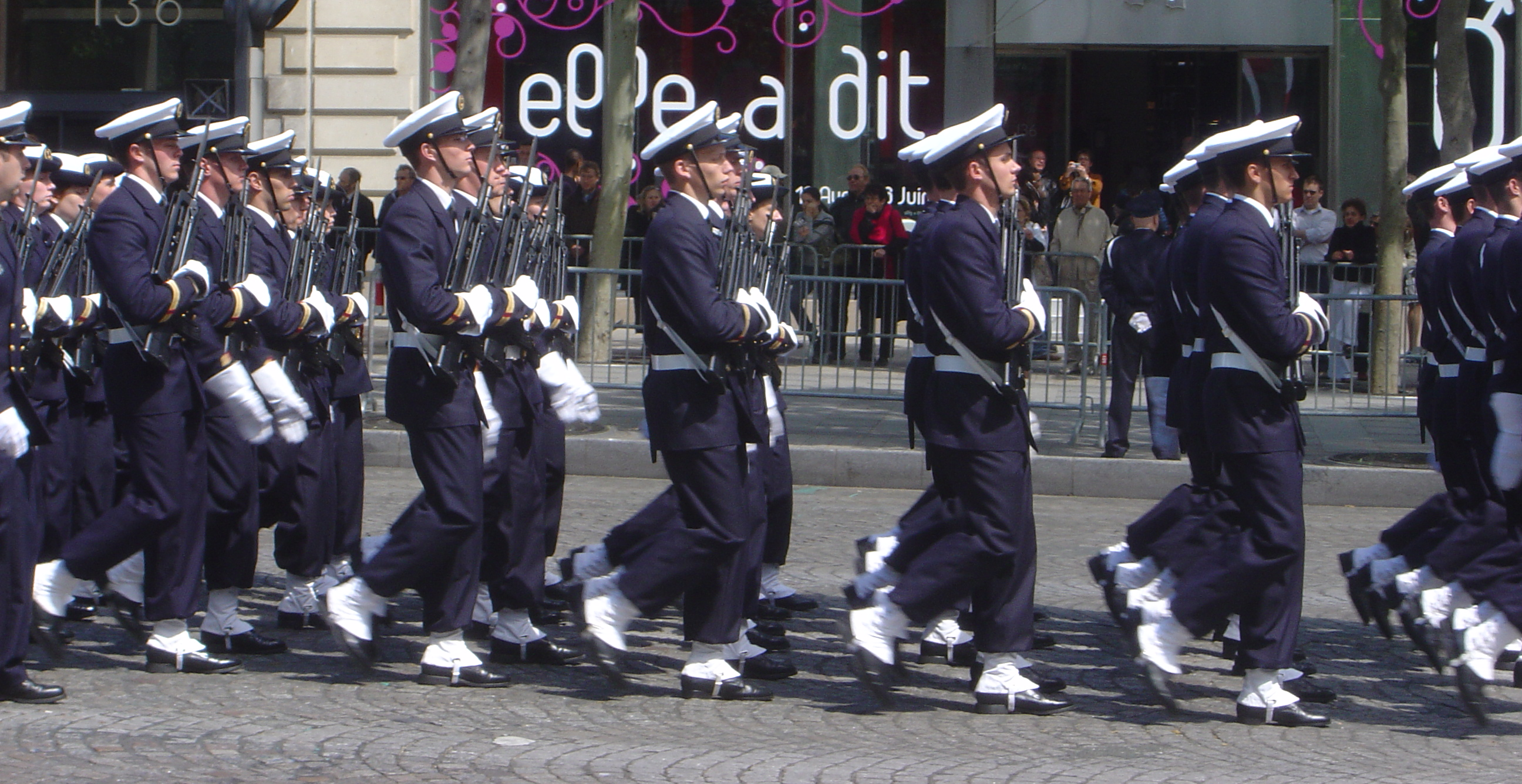
Franse marine met slobkousen (2004)

Slobkousen, gamaschen of gaiters zijn korte beenkappen die over de instap van het schoeisel worden gedragen en over het algemeen bevestigd met een riempje onder de voet. Slobkousen kunnen vervaardigd zijn van laken, linnen of leer.
De eerste slobkousen werden bij de infanterie in het leger gebruikt om laarzen en broek te beschermen tegen vuil of beschadiging. In het begin van de 20e eeuw werden slobkousen voornamelijk gedragen door dandy's of welgestelde heren met lakschoenen. Langere versies kwamen later in gebruik bij buitensporters zoals wandelaars en langlaufers. Vervaardigd van materialen als polyester, rubber, nylon en wol worden ze gewoonlijk 'gamachen' genoemd.